# Перкосова
Перкосова (рум. Percosova) — село у повіті Тіміш в Румунії. Адміністративно підпорядковане місту Гетая.
Село розташоване на відстані 386 км на захід від Бухареста, 49 км на південь від Тімішоари.

## Населення
За даними перепису населення 2002 року у селі проживали 296 осіб.
Національний склад населення села:
| Національність | Кількість осіб | Відсоток |
| -------------- | -------------- | -------- |
| румуни         | 271            | 91,6%    |
| німці          | 12             | 4,1%     |
| словаки        | 7              | 2,4%     |
| угорці         | 5              | 1,7%     |

Рідною мовою назвали:
| Мова      | Кількість осіб | Відсоток |
| --------- | -------------- | -------- |
| румунська | 268            | 90,5%    |
| німецька  | 12             | 4,1%     |
| словацька | 8              | 2,7%     |
| угорська  | 7              | 2,4%     |